# Thea Lafond
Thea Noeliva Lafond (Roseau, Dominica, 5 d'abril de 1994) és una atleta dominiquesa especialista en la prova de triple salt.
És l'actual campiona mundial de triple salt a cobert després de la competició celebrada al març de 2024 a Glasgow (Escòcia).
Va aconseguir una medalla d'or als Jocs Olímpics d'estiu de 2024 que va ser també la primera medalla olímpica de la història de Dominica.

## Trajectòria esportiva
Els seus inicis van estar vinculats a la dansa; va fer ballet, claqué i jazz des dels 7 anys, però va haver d'abandonar aquesta disciplina a causa dels problemes econòmics de la seva família.
Va conéixer l'atletisme a l'institut quan buscava una activitat per fer amb les seves amigues. Un dels entrenadors la va animar a praticar el triple salt perquè va considerar que la seva formació en dansa l'ajudaria a coordinar-se fàcilment.
Entre 2011 i 2015, durant la seva etapa universitària, va ser alteta multi-esportista i va marcar el rècord de triple salt femení de la Universitat de Maryland, una fita que encara no ha estat superada.
El 2014 va debutar a la competició internacional als Jocs de la Commonwealth celebrats a Glasgow on va arribar a la final de triple salt i va quedar en onzena posició.
El 2016 va participar als Jocs Olímpics d'Estiu de Rio de Janeiro, en triple salt femení. El seu resultat de 12.82 metres a la ronda de qualificació no la va permetre passar a la final. Durant la competició va patir una lesió al tendó de la corva i no va tornar a competir fins al 2017.
El 2018 va participar als Jocs de la Commonwealth celebrats a Queensland on va aconseguir una medalla de bronze. Amb aquesta fita va esdevenir la primera esportista dominiquesa en guanyar una medalla en aquesta competició.
El 2019 va competir als Jocs Panamericans de Lima on va quedar vuitera de la classificació, però una lesió al turmell va impedir que estigués present al triple salt femení del Mundial d'Atletisme de Doha. No es va reincorporar a la competició fins al 2020.
Va ser l'abanderada de Dominica als Jocs Olímpics d'estiu de 2020 celebrats a Tòquio, en els quals va participar en la prova de triple salt femení amb una marca de 12,57 metres i la dotzena posició.
Durant els Jocs de la Commonwealth de 2022 celebrats a Birmingham va conquerir la seva primera medalla de plata en la disciplina de triple salt amb una marca de 14,39 metres.
El 2024 va aconseguir la medalla d'or de triple salt al Mundial d'Atletisme celebrat a Glasgow. A l'estiu del mateix any va repetir com a abanderada de Dominica als Jocs Olímpics d'estiu de París on va aconseguir la medalla olímpica d'or i va renovar la seva millor marca personal amb una distància de 15,02 metres.

## Vida personal
Lafond va néixer a Dominica, però amb 5 anys va emigrar als Estats Units d'Amèrica. Va estudiar a l’institut Kennedy de Maryland i a la Universitat de Maryland. En acabar els seus estudis superiors va tornar al seu institut per ser professora d”educació especial.
Des del 2022 està casada amb Aaron Gadson, que també és el seu entrenador.